# Cornelis Baard

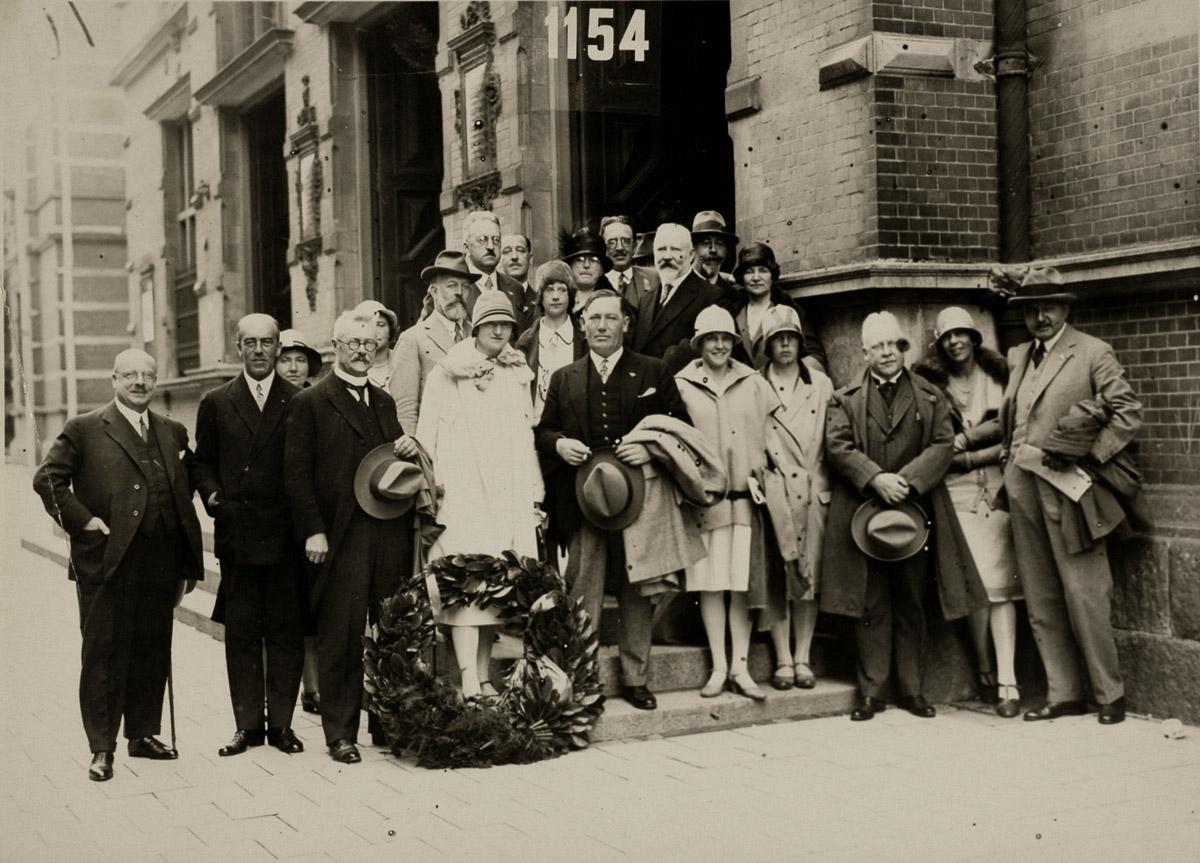
Cornelis Baard (derde van rechts) tijdens de huldiging van architect Jan Wils voor het Stedelijk Museum in Amsterdam, 30 juli 1928.

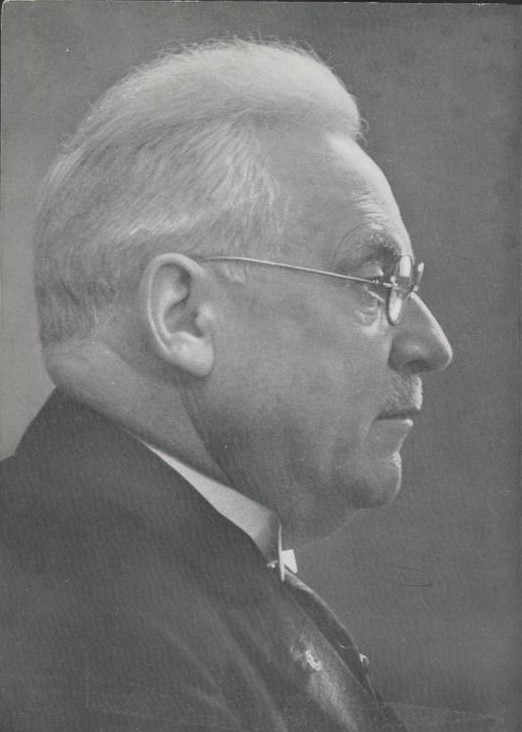
C.W. Baard

Cornelis Wilhelmus Hyginus (Cornelis) Baard (Delft, 11 januari 1870 - Alkmaar, 26 november 1946) was een Nederlands museumconservator en -directeur.

## Leven en werk
Hij was van 1905 tot 1936 conservator en hoofd van het Stedelijk Museum in Amsterdam; vanaf 1920 was hij officieel directeur. Baard veranderde de focus van het museum van een historiserende rol tot een museum dat zich meer richtte op de moderne kunst. Als zodanig kan men hem beschouwen als de grondlegger van de stedelijke collectie moderne beeldende kunst en vormgeving.
Hij zette een dynamisch expositiebeleid op en legde contacten met belangrijke bruikleengevers. Hij was altijd op zoek naar verzamelaars die hun collectie in bruikleen wilden afstaan, omdat hij geen financiële middelen had om aankopen te doen voor het museum. Een bekend voorbeeld is Pierre Alexandre Regnault (1868-1954). Deze gaf, in navolging van verzamelaar Johannes Esser (1877-1946), in 1914 een deel van zijn collectie in bruikleen aan het Stedelijk Museum Amsterdam, waardoor hij de status van erkend verzamelaar kreeg.
Hierna volgden andere verzamelaars het voorbeeld van Esser. Piet Boendermaker gaf in 1918 132 werken en in 1924 114 schilderijen in bruikleen aan het Stedelijk Museum. Cornelis Baard was ook goed bevriend met de verzamelaar Wim Selderbeek [1884-1963), die tientallen schilderijen in bruikleen had afgestaan.
Naast het Stedelijk Museum had Baard ook de directie over het Museum Willet-Holthuysen, het Amsterdams Historisch Museum en Museum Fodor. In 1936 ging hij met pensioen; zijn opvolger bij het Stedelijk was David Röell. Na zijn pensionering reorganiseerde Baard als conservator Museum Amstelkring, beter bekend als "Onze-Lieve-Heer-op-Zolder".

## Familie
De kunsthistoricus Henricus Petrus (Henk) Baard (1906-2000), zoon van Cornelis Baard, was van 1946 tot 1972 directeur van het Frans Hals Museum in Haarlem.